# الرابطة الأمريكية لأبحاث السرطان
الرابطة الأمريكية لأبحاث السرطان (بالإنجليزية: American Association for Cancer Research)‏، هي أقدم وأكبر جمعيَّة في العالم مختصة بأبحاث السرطان، مقرُّها الرئيسي في فيلادلفيا بالولايات المتحدة، تركِّز أبحاث الرابطة الأمريكية لأبحاث السرطان على جميع جوانب السرطان كأساسيات علم الأورام وأسبابها والأبحاث السريرية وطرق الوقاية وأساليب العلاج المتنوعة.
تأسَّست هذه الرابطة عام 1907 من قبل 11 طبيب وعالم، وأصبحت تضمُّ اليوم أكثر من 34 ألف عضو في أكثر من 90 دولة حول العالم.

## التاريخ
تأسَّست الرابطة الأمريكية لأبحاث السرطان في 7 مايو عام 1907 في العاصمة واشنطن باسم جمعية أبحاث السرطان، من قبل مجموعة من العلماء من أبرزهم سيلاس بي بي، جورج كلوويس، ويليام كولي، جيمس إيوينغ، هارفي جايلورد، بي مالوري، ارنست تايزر وغيرهم، نظَّم أعضاء الرابطة اجتماعاتهم السنويَّة بحيث تتزامن مع اجتماعات الرابطة الأمريكية لأطباء الأمراض المُعدية والتي كانت وقتها منظمة أكبر بكثير، عُقد الاجتماع الأول في مدينة نيويورك في نوفمبر 1907، وتمَّ تقديم تسع أوراق علميَّة في هذا المؤتمر، خلال الثلاثين سنة الأولى من عمر الرابطة اعتمدت على مجموعة مختارة من الأطباء والعلماء، ولكن في ثلاثينيات القرن العشرين ازدادت أعداد الأعضاء واهتماماتهم ومشاركاتهم وفي عام 1930 تمَّت زيادة مدة المؤتمر ليومين، وفي عام 1940 تأسَّست الرابطة بشكل رسمي.

## الاجتماعات وورشات العمل

### المؤتمر السنوي
يستقطب المؤتمر السنوي للجمعية الأمريكية لأبحاث السرطان أكثر من 18 ألف مشارك من جميع أنحاء العالم، ويُوصف بأنَّه المنتدى الرئيسي والأول في العالم لعرض ومناقشة الحالات والأبحاث المتعلقة بالسرطان، يناقش المجتمعون أكثر من 6000 ورقة علمية أو بحث وقرابة 250 محاضرة عن أهم الاكتشافات التي حصلت في العام الماضي في مجال الأبحاث السريرية والأساسيَّة حول السرطان، بالإضافة لمحاضرات متنوعة وورشات عمل ودورات تثقيفية وتوعويَّة مع توزيع بعض الجوائز التشجيعيَّة وكلُّ ذلك ضمن إطار برنامج شامل ومتكامل.

### المنشورات
تنشر الرابطة الأمريكية للسرطان ثماني مجلات علميَّة مُحكَّمة «مُراجعة من قبل الأقران» وهي: اكتشاف السرطان، أبحاث السرطان، أبحاث السرطان السريرية، الأبحاث المناعية للسرطان، الأبحاث الجزيئية حول السرطان، الوقاية من السرطان، علم أوبئة السرطان، الوقاية والمؤشرات الحيوية.
بالإضافة لمنشوراتها المطبوعة توفِّر الرابطة إمكانية الوصول عبر الإنترنت لأحدث الأبحاث في مجال علم الأورام الخبيثة، والوقاية من السرطان، وإحصائيات شاملة عنه، مع إصدارات إلكترونية للمجلَّات الثمانية سابقة الذكر، وموقعين خاصين عن السرطان، بالإضافة لذلك تنشر الرابطة مجلَّة «السرطان اليوم» وهي مجلَّة خاصة بمرضى السرطان والناجين من السرطان وأسرهم وأصدقائهم.

### مجلة أبحاث السرطان
تعتبر مجلة أبحاث السرطان Cancer Research التي تُصدرها الرابطة الأمريكية لأبحاث السرطان واحدة من أكثر المجلَّات العلميَّة التي يتم الاستشهاد بها في العالم، وهي مجلَّة علميَّة مُحكَّمة «ومراجعة من قبل الأقران» ولا يُنشر فيها إلَّا المقالات التي تمتلك معايير عالية من الجدارة العلمية والدقة والأصالة، تنشر المجلة دراسات ومراجعات ووجهات نظر هامة حول السرطان بالإضافة لجميع أنواع الأبحاث الأساسية والسريرية والوبائيات وأبحاث الوقاية في مجال السرطان أو أي فرع من فروع البيولوجيا المتعلقة بالأورام الخبيثة، كالكيمياء الحيوية والتشريح المرضي وعلم الأدوية، بالإضافة لجميع الفروع الأخرى التي تتداخل مع السرطان كدراسة التسرطن الكيميائي والفيروسي والطفرات الجينية السرطانية وأبحاث الغدد الصم والبيولوجيا الكيميائية والمناعية وعلم الوراثة والأشعة التداخلية وعلم الأورام الشعاعي والبيولوجيا الورمية للخلايا وأبرز التقنيات التشخيصية والعلاجية الجديدة.

### مجلة اكتشاف السرطان
تنشر مجلة اكتشاف السرطان Cancer Discovery مقالات هامة تصف التقدُّم الكبير في الأبحاث والتجارب السريرية في مجال السرطان، وباعتبارها واحدةً من أبرز المصادر العالمية عن المعلومات المتعلِّقة بالسرطان فإنَّها تُقدِّم أيضاً مجموعة من الأخبار والقصص والمُراجعات وملخَّصات عن أهم النتائج التي توصلت لها الأبحاث الجديدة، وتغطِّي طيفاً واسعاً من المواضيع المتعلقة بالسرطان من الطب السريري إلى التجارب المخبرية إلى الدراسات الوبائية واسعة النطاق.
ترحِّب المجلة بجميع المقالات والأبحاث الأصيلة ضمن شروط التحرير التي تعلن عنها من حيث طول المقالة ونوعها وفئتها، وتقدِّم أيضاً إرشادات تحريريَّة خاصة بالمؤلفين الراغبين بمشاركة أبحاثهم أو مقالاتهم بحيث يجب عليهم أن يكونوا على دراية بهذه الإرشادات قبل تقديم أعمالهم للمجلة، بعد ذلك يتمُّ مراجعة المقالات المُرسلة بشكلٍ صارم ودقيق اعتماداً على معايير عالية للجدارة العلمية والأصالة وأهمية المحتوى، وتملك المجلة نخبة من المحررين والمدققين للقيام بهذه المهمة يشرف عليهم جميعاً رئيس تحرير المجلة.
جميع المقالات والأبحاث التي تُنشر في هذه المجلة تخضع لحقوق الطبع والنشر، ولذلك يجب على جميع المؤلفين الذين يرغبون في نشر مقالاتهم أو أي مواد أخرى في جميع مجلات الرابطة الأمريكية لأبحاث السرطان أن يتنازلوا عن حقوق النشر للجمعية مقابل ميِّزات وحقوق معينة يحصلون عليها، وبعد عمليات التدقيق والتمحيص الطويلة يتم إصدار النسخة النهائية للمجلة بشكلين: مطبوع وإلكتروني.

### مؤسسة الرابطة الأمريكية لأبحاث السرطان للوقاية والعلاج
هي مؤسسة خيرية عامة تقدِّم الدعم المالي للبحث العلمي والتعليمي والنشر والتواصل، تقوم هذه المؤسسة بتمويل البرامج التي تعتبرها الرابطة ذات فائدة وتأثير حقيقي في أبحاث السرطان.

## برامج التمويل
تقوم مؤسسة الرابطة الأمريكية لأبحاث السرطان للوقاية والعلاج بتمويل الأبحاث المُبشِّرة لعلاج السرطان، إنَّ مهمة هذه المؤسَّسة هي تسريع وتيرة التقدم في السيطرة على السرطان من خلال توفير الدعم المالي للبحث العلمي والتعليم والاتصال، وتدعم العلماء والباحثين بمختلف الطرق وعلى جميع المستويات، حيث يتمُّ إنفاق 90 سنتاً من كلِّ دولار يتم جمعه بواسطة المؤسَّسة دعماً لهذه المهمة، وتقدِّم الدعم لباحثي السرطان في مختلف مراحل حياتهم المهنية، من جوائز التطوير المهني، لمِنح الأبحاث، للزمالة والعضوية.

## الشراكة مع مؤسسة «ضد السرطان»
تُعتبر الرابطة الأمريكية لأبحاث السرطان الشريك العلمي لشركة «ضد السرطان» Stand Up To Cancer وهي مؤسَّسة خيرية كبرى مقرها في لوس أنجلوس توفِّر التبرعات لدعم أبحاث السرطان التي تقوم بها الرابطة، المورد الأساسي لهذه الشركة هو صناعة الترفيه وباستخدام العوائد المالية توفِّر دعماً كبيراً للمبادرات البحثية في مجال السرطان وزيادة الوعي حوله، وتنفذ معظم برامجها من خلال نموذج تعاوني يضم مجموعة فريدة من كبار العلماء في المؤسسات الرائدة في هذا المجال، حتى الآن قدَّمت هذه الشركة أكثر من 603 مليون دولار لدعم أبحاث السرطان المبتكرة.
يرأس البرنامج العلمي في هذه الشركة البروفيسور فيليب شارب الحائز على جائزة نوبل والأستاذ في معهد ماساتشوستس للتكنولوجيا في بوسطن ومعهد كوخ لأبحاث السرطان، ويضم البرنامج أيضاً: الدكتورة إليزابيث بلاكبيرن الحائزة على جائزة نوبل أستاذة في جامعة كاليفورنيا ورئيسة معهد سالك للدراسات البيولوجيَّة، الدكتور ريمون دوبوا أستاذ وعميد كلية الطب في كارولينا الجنوبية، الدكتور لي هيلمان مدير برنامج أبحاث السرطان وأمراض الدم في معهد سابان للأبحاث ضمن مستشفى الأطفال في لوس أنجلوس، الدكتور أرنولد ليفين الأستاذ الفخري في معهد الدراسات المتقدمة في برينستون نيوجيرسي، الدكتور ويليام نيلسون مدير مركز سيدني كميل الشامل للسرطان في مستشفى جونز هوبكنز في بالتيمور.
تشرف هذه الهيئة الاستشارية العليا على لجنات استشارية عديدة وتقوم بإدارة جميع مراحل التمويل، من الإعلان عن فرص التمويل إلى عملية المراجعة الدقيقة لأفضل الأبحاث المقترحة لدعمها وتمويلها، وبعد تقديم كل منحة تقوم الرابطة الأمريكية لأبحاث السرطان بالإشراف على الأبحاث ومراجعة التقدم العلمي والبحثي فيها بشكل دوري وضمان أن تبقى في إطار موعدها المحدد وأن تفي بالتوقعات المطلوبة.
حتى الآن قامت الرابطة الأمريكية لأبحاث السرطان في إطار شراكتها مع مؤسسة ضد السرطان بالإشراف على 24 فريق للهيئة الاستشارية، 5 فرق بحثية، 46 منحة للبحوث الابتكارية للباحثين الشباب و23 جائزة فيليب شارب للابتكار التعاوني بين الفرق والباحثين، بالإضافة لذلك تتعاون المؤسسة مع الرابطة الأمريكية لأبحاث السرطان بشكل مستمر لضمان أنَّ اتصالاتها مع الجمهور دقيقة علمياً وحديثة من خلال الإشراف على منصاتها الإعلامية في وسائل التواصل الاجتماعي والقنوات التلفزيونية وغيرها، وتمَّ تقديم الدعم لأكثر من 1550 باحث في أكثر من 180 مؤسسة رائدة علمياً في جميع أنحاء العالم، وشارك باحثو مؤسسة «ضد السرطان» في أكثر من 200 تجربة سريرية شملت قرابة 12 ألف مريض، وتمَّ نشر قرابة 800 بحث علمي في مجلَّات مُحكَّمة حول الأبحاث التي دعمتها ورعتها هذه الشركة.
تلتزم الرابطة الأمريكية لأبحاث السرطان ومؤسسة «ضد السرطان» بطريقة تمويل فريدة من نوعها لدعم المشاريع البحثية المتعلقة بالسرطان، وتتعاون المؤسَّستان بشكل وثيق مع مجموعة كبيرة من المنظمات والشركات المختلفة من أجل جمع التبرعات والمال اللازم لدعم المبادرات الرئيسية وتشكيل لجان استشارية علمية مشتركة لتحديد الأفكار الخلَاقة المُرشَّحة للدعم واختيار الأنسب والأفضل من بينها من خلال نظام تصنيف دقيق وصارم، وبعد الاختيار يتمُّ تشكيل لجان مهمتها متابعة الأبحاث ومراقبتها باستمرار وكتابة تقارير وتوصيات عن معدَّل التقدم فيها.
في البداية بدأت حملة مواجهة السرطان في الولايات المتحدة فقط ولكنَّها أصبحت عالمية الآن بعد القيام بشراكات مع منظمات تديرها الرابطة الأمريكية لأبحاث السرطان في بريطانيا وهولندا وكندا، ويشارك العلماء في العديد من دول العالم أيضاً في الأبحاث التي تمولها وتدعمها هذه الشركات.
عندما سُئل مؤسِّسوا منظمة ضد السرطان كبار العلماء عن كيفية العمل على تحسين وتطوير أبحاث السرطان كان الجواب بسيطاً بشكلٍ مدهش: التعاون !!!، اجعلوا العلماء يعملون معاً وشجِّعوا الباحثين على الخروج من قواقعهم واكسروا الحواجز أمام العمل الجماعي لأنَّ العمل الجماعي هو الذي سيحقِّق النتائج المرجوة، والتزمت الشركة بهذه النصيحة بكلِّ إخلاص وتمَّ دعم الفرق البحثية وتخصيص جوائز للفرق التي تتعاون مع بعضها، وتضمُّ هذه الفرق باحثين من تخصُّصات علمية مختلفة ومن مراكز ومنظمات مختلفة لمكافحة السرطان بعيدة عن بعضها آلاف الأميال، تستفيد هذه الفرق من تلاقح الأفكار وتشارك البيانات والملاحظات محاولةً حل أجزاء مختلفة من المشكلة ثم يجمعون الحلول معاً وصولاً لنتيجة نهائية، وكما يقول الدكتور شارب «فإنَّ الهدف الأساسي هو نقل العلاجات الجديدة من المختبر إلى العيادة بوتيرة أسرع بكثير وهذه هي الحكمة الجماعية للباحثين من منظمات مختلفة والتي تجعل الأشياء تتحرك بسرعة أكبر».
لقد حقَّقت البرامج المشتركة بين الرابطة الأمريكية لأبحاث السرطان ومؤسسة ضد السرطان نتائج أكثر من رائعة ممَّا يبرِّر ثقة الناس والشركات والمنظمات المختلفة التي تبرَّعت بالوقت والمال لدعم هذه البرامج، وتمَّ نشر مئات المقالات في المجلات العلمية التي توثق الأفكار والاكتشافات الجديدة للفرق الباحثية المنضوية تحت هذه الشراكة.

## الجوائز والزمالات
تمنح الرابطة الأمريكية لأبحاث السرطان جوائز رفيعة معترف بها لمختلف الإنجازات التي تتحقَّق في مجال السرطان، وتمَّ إدراج 17 جائزة سنويَّة من هذا النوع على موقعها الإلكتروني اعتباراً من يناير 2015 [4]، هذه الجوائز قد تكون عبارة عن شهادات تذكارية أو دعوة لتقديم محاضرة في الاجتماع السنوي للجمعيَّة أو أي مؤتمر بحثي ترعاه الرابطة مع تغطية جميع تكاليف السفر للحضور إلى الولايات المتحدة الأمريكية مع ضيف، كما تمنح الرابطة أيضاً جوائز مالية متنوعة تتراوح بين 5 آلاف إلى 10 آلاف دولار و50 ألف دولار لجائزة الفرق العلمية و75 ألف يورو لجائزة دولية برعاية مشتركة مع مؤسَّسات أخرى.
في عام 1970 أنشأت الرابطة الأمريكية لأبحاث السرطان جائزة Cornelius P. Rhoads التذكارية، التي سُمِّيت على اسم أحد أبرز الباحثين في مجال السرطان والذي ساهم بشكلٍ كبير في توجيه أبحاث الرابطة بالطريق الصحيح وقضى فترة طويلة من حياته في علاج الأورام الخبيثة، تُمنح هذه الجائزة سنوياً لباحث شاب واعد، لاحقاً وفي عام 2002 اكتُشفت رسالة عنصرية منسوبة لرودذ ولذلك جرِّد اسمه عن الجائزة وأصبحت تعرف اعتباراً من ذلك التاريخ باسم جائزة الرابطة الأمريكية لأبحاث السرطان للإنجازات المتميزة في أبحاث السرطان.
تنتخب الرابطة الأمريكية لأبحاث السرطان 11 زميلاً جديداً في كل مؤتمر سنوي، يتمُّ اختيار الزملاء الجدد بناءً على إنجازاتهم في مجال أبحاث السرطان، وتُجرى مراسم الانتخاب والتعيين مباشرةً بعد افتتاح المؤتمر، العديد من زملاء وأعضاء الرابطة الأمريكية لأبحاث السرطان حائزون على جائزة نوبل في الطب أو جوائز أخرى رفيعة أو أعضاء في أكاديميات ومنظمات شهيرة أو لهم إنجازات هامة في مجال السرطان.

## أبرز رؤساء الرابطة
فيما يلي مجموعة من أبرز رؤساء الرابطة الأمريكية لأبحاث السرطان:
إليزيبيث جافي، نانسي ديفيدسون، كارلوس أرتيغا، تايلور جاكس، توم كارن، جوزيف بارتينو، تشارلز هوغينز، إروين سميث، إرنيست تايزر، فرانك مولاري، جيمس إيونيغ.

## وصلات خارجية
- موقع الرابطة الأمريكية لأبحاث السرطان (بالإنجليزية)